# Episodi di Coyote (serie televisiva)
La prima stagione della serie televisiva Coyote è stata pubblicata sulla piattaforma streaming statunitense Paramount+ il 7 gennaio 2021.
In Italia è andata in onda sul canale satellitare Sky Investigation dal 5 al 19 settembre 2021.
| nº | Titolo originale | Titolo italiano   | Pubblicazione USA | Prima TV Italia   |
| -- | ---------------- | ----------------- | ----------------- | ----------------- |
| 1  | Call of the Void | Oltre il confine  | 7 gennaio 2021    | 5 settembre 2021  |
| 2  | Silver or Lead   | Argento o piombo  | 7 gennaio 2021    | 5 settembre 2021  |
| 3  | Sin of Origin    | Peccato originale | 7 gennaio 2021    | 12 settembre 2021 |
| 4  | Juan Doe         | Juan Doe          | 7 gennaio 2021    | 12 settembre 2021 |
| 5  | King Tide        | Alta marea        | 7 gennaio 2021    | 19 settembre 2021 |
| 6  | Plaza De Nada    | A capo di niente  | 7 gennaio 2021    | 19 settembre 2021 |